# Rafael Bonnelly
Rafael Filiberto Bonnelly Fondeur (22 de agosto de 1904 – 28 de dezembro de 1979) foi um advogado, académico, diplomata e político dominicano. Foi o presidente da República Dominicana de 1962 a 1963, após ter sido vice-presidente de 1960 a 1962.
Bonnelly nasceu numa família de origem corsa.
Concluiu o curso de direito em 1926 na Universidade de Santo Domingo. Foi professor na Escola Normal de Santo Domingo, de 1926 a 1930. Casou com Aída Mercedes Batlle Morell e teve quatro filhos: Luisa Amelia, Rafael Francisco, Juan Sully e Aída María.
A sua primeira incursão na vida pública foi a sua participação na revolta contra o presidente Horacio Vásquez em 1930, dirigida por Rafael Estrella Ureña e apoiada pelo então chefe do Exército, general Rafael Leónidas Trujillo. Bonnelly mais tarde tornou-se coadjuvante no Congresso Nacional, mas rapidamente teve um conflito com Trujillo, que tinha deportado a Dra. Estrella Ureña e assumido a Presidência do país, após a votação pública contra um projeto de lei.
O conflito com Trujillo em 1931 levou a uma pausa profissional de 12 anos, o que o impediu de trabalhar como advogado. Com o retorno de Estrella Ureña à República Dominicana em 1942, sob amnistia concedida por Trujillo, Bonnelly reaparece na vida pública da República Dominicana como senador, entre 1942 e 1944. Após a morte de Ureña, em 1945, Bonnelly iniciou uma carreira ascendente como funcionário público, culminando em sua nomeação como Presidente constitucional da República Dominicana em janeiro de 1962.
A principal conquista de Bonnelly como presidente foi organizar as primeiras eleições livres da República Dominicana após o fim da ditadura de Trujillo, que durou 30 anos, nas quais Juan Bosch foi eleito. Mas, durante a sua breve mas intensa presidência, o governo de Bonnelly escreveu e aprovou algumas das principais leis do país, como as leis bancárias e de habitação, que ainda são usadas.
Em 1966, Bonnelly concorreu à Presidência em uma eleição vencida por Joaquín Balaguer, com forte apoio do governo do presidente americano Lyndon Johnson. Bonnelly e Balaguer eram amigos em seus primeiros dias e serviram juntos em vários cargos durante a ditadura de Trujillo, mas se tornaram oponentes políticos depois que Balaguer foi deposto da Presidência em 1961, sendo substituído por Bonnelly, seu vice-presidente na época.